# Walter Zunino
Walter Adrián Zunino (Capital Federal, 13 novembre 1981) è un ex calciatore argentino, di ruolo difensore.

## Carriera
Inizia la carriera nel Platense, giocando 3 partite in massima serie nel 1999.
Torna a giocate in massima serie nel 2005-2006, disputando 26 incontri (segnando un gol) con l'Instituto (C).